# 葛葉 (バーチャルYouTuber)
葛葉（くずは）は、日本のバーチャルライバー。にじさんじ所属。Virgin Music所属の歌手としても活動している。男性VTuber、にじさんじ初のYouTubeチャンネル登録者数200万人達成者。

## 来歴
2018年3月8日に企業に所属していない、いわゆる個人勢としてデビューし、いちから株式会社（現：ANYCOLOR株式会社）のスカウトを受け同年7月30日にゲーム配信グループ「にじさんじゲーマーズ」のメンバーとして活動を開始した。同グループで初めて外部から加入したライバーである。 同年12月、にじさんじゲーマーズの「にじさんじ」への統合によってにじさんじ所属となる。
2018年8月から2019年8月にかけてOPENREC.tvにて同じにじさんじ所属の叶とユニット「ChroNoiR」（クロノワール）としてゲームバラエティ番組「ChroNoiR.TV」を配信。2019年8月12日には神田明神ホールで行われた初のオフラインイベント「ド葛本社1stオフラインミーティング！Powered by LG」に同じにじさんじ所属のライバーのドーラ、本間ひまわり、社築とともにライバーユニット「ド葛本社」のメンバーとして出演、同年9月20日には同じくド葛本社として京都国際マンガ・アニメフェア2019（京まふ）の前夜祭イベントとしてロームシアター京都で開催された「ド葛本社のドタバタ家族旅行 in 京都」に出演し、初めて3Dモデルを披露した。また、同時に初のオリジナル楽曲『Fam☆Fam☆Time!』を披露した。その後11月4日に同曲のデジタル配信が開始された。
2019年11月1日にドワンゴが東京建物 Brillia HALLにオープンしたスタジオ「ハレスタ」のオープンを記念して開催されたトークイベントにて声優の島﨑信長の希望によるゲストとして叶とともに出演し、2020年12月31から翌年1月1日にかけてTOKYO MXおよびにじさんじ公式YouTubeチャンネルにて放送された『年またぎにじさんじ！ 2020-2021 ～島崎信長とレバガチャダイパン！？SP～』でも共演した。
2021年3月10日にはグッドスマイルカンパニーが販売する「ねんどろいど」として本間ひまわりとともにフィギュアが発売されることが発表された。予約開始後の12日には電撃ホビー編集部の集計によるAmazonホビーカテゴリにおいて過去24時間で最も売上が伸びた商品ランキングで6位にランクインした。
2021年8月3日にYouTuberのHIKAKINのYouTubeチャンネル「HikakinTV」にゲスト出演し、翌日にはHIKAKINと『エーペックスレジェンズ』のコラボレーション配信を行った。同月6日にはジャニーズ事務所のアイドルグループ「Hey!Say!JUMP」所属の山田涼介、およびプロeスポーツチームZETA DIVISION所属のストリーマーStylishNoobとチームを組み、『エーペックスレジェンズ』を用いたオンラインゲームイベントに参加した。葛葉のYouTubeチャンネルにおける同イベントの配信は同時接続者数が一時13万人を超え、配信後2日で360万回以上再生された。同年9月2日に男性VTuber、およびにじさんじ所属のバーチャルライバーとして初めてYouTubeのチャンネル登録者数が100万人を突破した。
2022年2月9日から15日までにじさんじ4周年を記念して、名鉄百貨店本店前のナナちゃん人形の衣装が葛葉の衣装に変更された。2022年10月5日発売の『anan』2318号スペシャルエディション版の表紙を渋谷ハルとともに、VTuberとして初めて飾った。同月28日発売の『別冊コロコロコミック』12月号には、葛葉と、同じにじさんじ所属の壱百満天原サロメと花畑チャイカが登場する読み切り漫画が掲載された。
2025年6月3日、にじさんじ、および男性VTuberとして初めて、チャンネル登録者数200万人を突破。

### アーティスト活動
2021年9月28日には自身が作詞に参加した初のオリジナル曲『コントレイル』を発売。Billboard JAPANの「Billboard Japan Download Songs」で総合1位を獲得し、国内の音楽サイトで12冠を達成した。同年11月10日の誕生日にソロライブイベント「Scarlet Invitation　（スカーレット　インビテーション）」をZepp Hanedaにて開催した。『KING』や『コントレイル』など全12曲を披露したほか、トークやゲームを行うバラエティコーナーも設けられた。イベント中に、イベントのキービジュアルを元にした新規3Dモデルを披露し、さらにユニバーサルミュージックのレーベル「Virgin Music」から歌手としてメジャーデビューすること、また初のアルバム『Sweet Bite』をリリースすることを発表した。ライブはインターネットで有料配信も行われ、終了後にはハッシュタグ「#葛葉BDライブ」がTwitterでトレンド1位となった。
2022年3月9日にミニアルバム『Sweet Bite』をリリース。同年3月16日公開のBillboard JAPANの週間総合アルバムチャートで2位、ダウンロードアルバムチャートで1位にランクインし、オリコン週間デジタルアルバムランキングにおいても1位、週間アルバムランキングで2位にランクインした。
2023年3月10日には、第37回日本ゴールドディスク大賞で「ベスト5ニュー・アーティスト（邦楽）」を受賞した。同年10月13日に新曲『Black Crack』をリリースした。同曲は、同月12日からNetflixで配信されたアニメ『グッド・ナイト・ワールド』のオープニングテーマとして採用された。同年12月24日に東京ビッグサイトで行われたにじさんじ主催の大型フェス「にじさんじフェス2023」にて、2年ぶりのソロイベント「Kuzuha Solo Event "Kaleidoscope"」が開催された。ゲストとして同じにじさんじ所属のVTuber剣持刀也や社築なども出演した。

### ユニット活動
叶とはにじさんじ所属前からコンビユニット「ChroNoiR」として活動しており、ゲーム実況配信だけでなくイベント出演や音楽活動も行っている。ChroNoiRは、叶がデビュー当時VTuberの男性ユニットが多くなかったことから、同じく長時間のゲーム実況配信をしていた葛葉に声をかけ結成された。配信ではゲームを使って争う姿を見せることもあれば、吸血鬼の葛葉と人間の叶という2人に違いについて触れる会話も多く、音楽活動では2人のキャラクター性を表現する曲を発表している。2020年には京都国際マンガ・アニメフェア2020の「おこしやす大使」を声優の八代拓とともに務め、9月18日には同イベントの関連イベントとしてロームシアター京都で行われた「京と秋のにじさんじ　～もちのわーる男子旅～」に剣持刀也とともに出演した。2022年1月15日に東京発の招待制ゲームコミュニティー「ボルトルーム（vaultroom）」とコラボレーションしたフーディーとTシャツが発売された。このコラボレーションを記念して、BGMをAyase、監督を大月壮が担当したアニメーションムービーが公開された。2019年12月31日にChroNoiRとしての活動の場としてYouTubeにChroNoiRチャンネルを開設し、2022年3月14日より公式レギュラー番組『くろのわーるがなんかやる』の放送を開始した。
2018年11月のコラボレーション配信で生まれたドーラ、社築、本間ひまわりとの疑似家族ユニット「ド葛本社」としても人気を博し、ゲーム配信だけでなくイベント出演や音楽配信も行っている。同ユニット内では末の弟役として、おちゃらけた姉役の本間に意見し、両親役のドーラ、社に対してわがままに振る舞う役回りを担う。2023年11月18日の配信は8日の告知の時点でXでトレンド入りするほど話題となった。
2024年4月20日には、大阪城ホールでChroNoiRでの初のワンマンライブ「Welcome to Wonder Wander World」が開催された。

## キャラクター

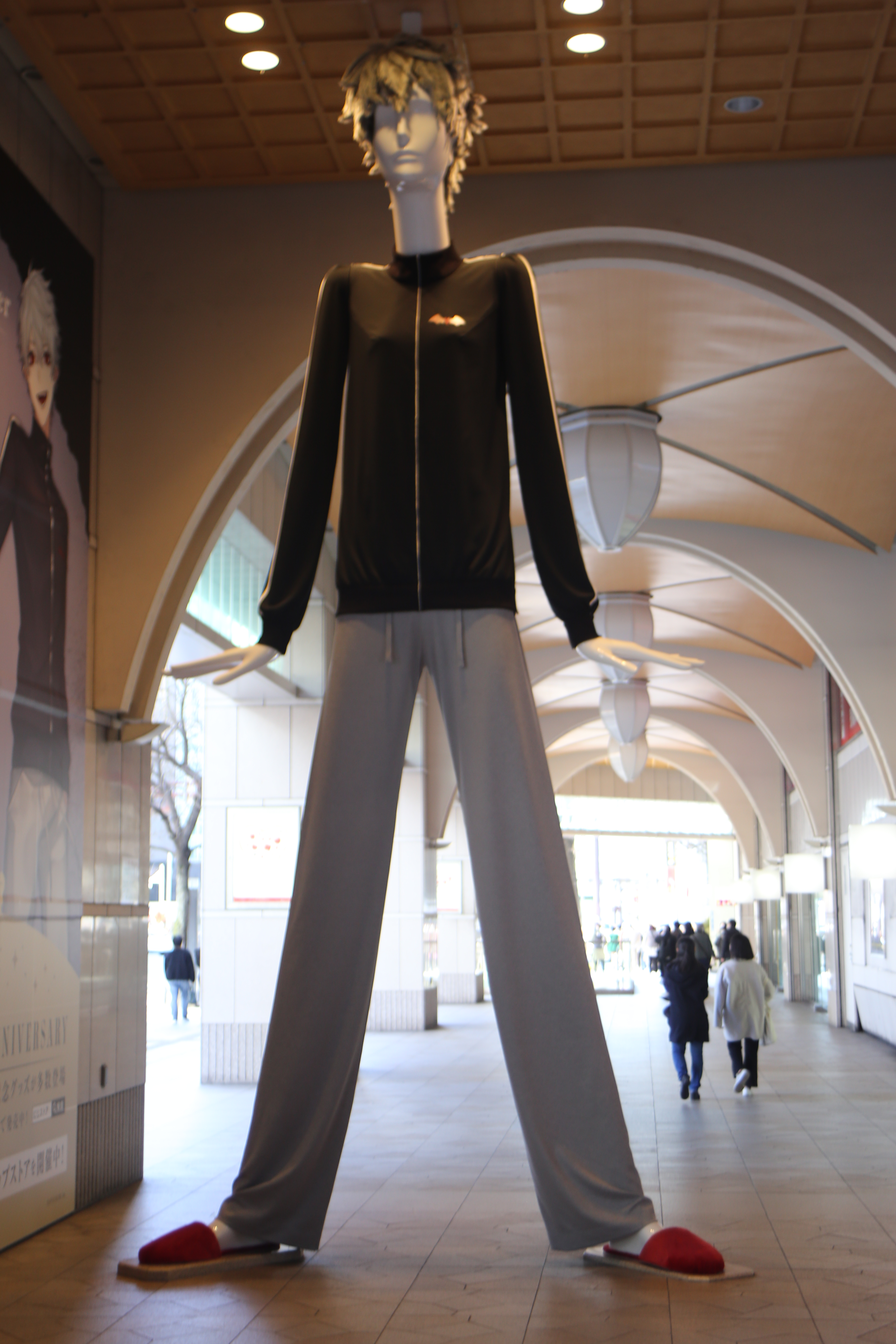
葛葉の衣装を身に着けたナナちゃん人形

親のスネを噛って生活するニートのゲーマー吸血鬼であり、年齢は100歳を超えている。配信活動は金を楽に稼ぎたいと思ったことから始めた。
最初に遊んだゲームは『ワリオランド2 盗まれた財宝』で、ゲームならどのようなものでも好きで、ジャンルにはこだわりなく遊んでいた。衝撃を受けたゲームとして『メタルギアソリッド3』を挙げている。その後、『コールオブデューティ』からFPSを始め、『Alliance of Valiant Arms』や『PUBG』『エーペックスレジェンズ』などのオンライン対戦ゲームをプレイするようになった。

## 配信・動画投稿
長時間のゲーム実況配信をメインに活動しており、ほぼ毎日深夜に数時間以上、時には12時間連続して配信し続けることもある。音楽活動も行っており、2020年11月9日に公開したKanaria作詞作曲の『KING』の歌ってみた動画は公開後約1週間で144万再生を記録し、1年後の2021年11月までに2800万回以上再生された。
YouTubeのデータを収集・公開しているPlayboardの集計によると、2019年の日本のスーパーチャットランキングで2位、2020年の日本のVTuberのスーパーチャットランキングで10位、2021年の世界のVTuberのランキングで11位にランクインした。2020年の1年間でチャンネル登録者数はほぼ倍増し、2021年8月時点では通常の配信では2万人前後の同時視聴者数を集めており、登録者は1日に1000人以上のペースで増加している。吉本興業が主催した各年で最も旬かつ活躍したストリーマーを表彰する「GAME STREAMER AWARD」において、2021、2022年にストリーマーアワードを受賞している。
配信者として、卓越した語彙力と言語センスに裏打ちされた独特の言葉使いや高いトーク力が評価されており、多くの印象的なフレーズを生んでいる。初対面の相手との会話を不得手としており、配信中に会話が弾まなくなることも、普段の配信とのギャップや対人コミュニケーション技術の成長自体を見せることで魅力となっている。ライターのたまごまごは、ファンや他の配信者に対する心遣いが細かく、コラボレーション配信においても相手を立てつつ配信を盛り上げようとする姿勢や分け隔てない性格が信頼を集めているとも評している。叶は2019年に公開されたインタビュー記事において、葛葉の第一印象について「怠そうな喋り方する人だ」と思ったと語っており、配信者としてリアクションの良さと語彙力の高さを評価しており、他のVTuberの誰よりもセンスが優れていると述べている。他方、配信中の視聴者への暴言や所属グループ内の他のライバーの情報漏洩などで炎上したこともある。

## ゲーム関連
- 各ゲームにおける最高ランク
  - Apex Legends（ダイアモンドⅢ：シーズン12／スプリット1）
  - VALORANT（アセンダント2：エピソード7／Act.3）
  - Street Fighter 6（グランドマスター MR2033：Act.6、Act.7）
  - League of Legends（ダイヤモンドⅡ：シーズン2023／スプリット1）

### 大会成績
| 日付                | ゲーム              | 大会名                                               | チーム名                     | チームメンバー                                         | 参加チーム数 | 成績 | 賞金・賞品                                                     |
| ------------------- | ------------------- | ---------------------------------------------------- | ---------------------------- | ------------------------------------------------------ | ------------ | ---- | -------------------------------------------------------------- |
| 2020年8月2日        | Apex Legends        | VTuber最協決定戦 Season1 Ver.Apex Legends            | かなちーくず                 | 叶、勇気ちひろ                                         | 20チーム     | 3位  |                                                                |
| 2020年8月29日       | Apex Legends        | Crazy Raccoon Cup Apex Legends #1                    | トロールアイス渋谷店         | 渋谷ハル、白雪レイド                                   | 20チーム     | 7位  |                                                                |
| 2020年11月1日       | Apex Legends        | Crazy Raccoon Cup Apex Legends #2                    | かなちーくず                 | 叶、勇気ちひろ                                         | 20チーム     | 12位 |                                                                |
| 2020年12月27日      | Apex Legends        | Crazy Raccoon Cup Apex Legends #3                    | †Dark Inferno Dragon†        | 叶、そらる                                             | 20チーム     | 16位 |                                                                |
| 2021年1月24日       | Apex Legends        | VTuber最協決定戦 Season2 Ver.Apex Legends            | 英吸不滅                     | エクス・アルビオ、不破湊                               | 20チーム     | 12位 |                                                                |
| 2021年3月14日       | Apex Legends        | Crazy Raccoon Cup Apex Legends #4                    | かなちーくず                 | 叶、勇気ちひろ                                         | 20チーム     | 6位  |                                                                |
| 2021年5月15日       | Apex Legends        | Crazy Raccoon Cup Apex Legends #5                    | 馬耳say風                    | 叶、ボドカ                                             | 20チーム     | 17位 |                                                                |
| 2021年6月5日･6日    | VALORANT            | Crazy Raccoon Cup VALORANT #1                        | アスパラノイア               | Fisker、SPYGEA、てんみり、白雪レイド                   | 10チーム     | 10位 |                                                                |
| 2021年7月18日       | Apex Legends        | FFL SELeCT CUP                                       | チーム4                      | Genburten、LeeYun                                      | 20チーム     | 優勝 |                                                                |
| 2021年7月23日       | Apex Legends        | Crazy Raccoon Cup Apex Legends #6                    | トロールアイス渋谷店         | 渋谷ハル、白雪レイド                                   | 20チーム     | 10位 |                                                                |
| 2021年8月22日       | Apex Legends        | VTuber最協決定戦 Season3 Ver.Apex Legends            | イケメン3羽鳥                | 叶、甲斐田晴                                           | 20チーム     | 5位  |                                                                |
| 2021年10月9日       | Apex Legends        | Crazy Raccoon Cup Apex Legends #7                    | 魔王と弟子                   | Ras、不破湊                                            | 20チーム     | 5位  |                                                                |
| 2022年1月30日       | Rainbow Six Siege   | Crazy Raccoon Cup Rainbox Six Siege #1               | チームA                      | だるまいずごっど、花芽すみれ、橘ひなの、Kamito         | 2チーム      | 優勝 | 全国共通すし券10万円分                                         |
| 2022年2月12日･13日  | VALORANT            | Crazy Raccoon Cup VALORANT #2                        | 秘伝の一族                   | だるまいずごっど、ありさか、きなこ、一ノ瀬うるは       | 8チーム      | 2位  |                                                                |
| 2022年4月17日       | Apex Legends        | VTuber最協決定戦 Season4 Ver.Apex Legends            | 比類なき才能の証明           | イブラヒム、卯月コウ                                   | 20チーム     | 優勝 | 優勝トロフィー、GALLERIA SHA9R-R39（V最協限定モデル）、XL2546K |
| 2022年6月4日        | Fall Guys、Golf It! | Crazy Raccoon Cup Apex Legends #9                    | Cotton Candy                 | イブラヒム、ラトナ・プティ                             | 20チーム     | 7位  |                                                                |
| 2022年9月18日       | Apex Legends        | Crazy Raccoon Cup Apex Legends #9.5                  | Cotton Candy                 | Selly、ラトナ・プティ                                  | 20チーム     | 11位 |                                                                |
| 2022年11月18日      | OVERWATCH 2         | Crazy Raccoon Cup OVERWATCH 2 #1                     | お願いちくりん               | Jasper、渋谷ハル、ラトナ・プティ、一ノ瀬うるは         | 4チーム      | 2位  |                                                                |
| 2023年1月21日       | Apex Legends        | Crazy Raccoon Cup Apex Legends #10                   | 三面狂神                     | だるまいずごっど、Jasper                               | 20チーム     | 18位 | （おじじ賞：トロール人形）                                     |
| 2023年4月15日       | Apex Legends        | VTuber最協決定戦 Season5 Ver.Apex Legends            | 英吸不滅                     | エクス・アルビオ、不破湊                               | 20チーム     | 12位 |                                                                |
| 2023年6月25日       | STREET FIGHTER 6    | Crazy Raccoon Cup Street Fighter 6 #1                | ビーストチルドレン           | k4sen、叶、関優太、ウメハラ                            | 4チーム      | 優勝 | 優勝トロフィー、CRカップオリジナルアケコン                     |
| 2023年11月19日      | VALORANT            | VTuber最協決定戦 Ver.VALORANT Act1                   | 蜻蛉軍団                     | 水無瀬、神成きゅぴ、赤見かるび、ラプラス・ダークネス   | 8チーム      | 2位  |                                                                |
| 2024年2月11日       | STREET FIGHTER 6    | Crazy Raccoon Cup Street Fighter 6 #3                | スペシャルウルトラスーパーズ | スタンミ、obo、わいわい、Shuto                         | 4チーム      | 優勝 | 優勝トロフィー、CRカップオリジナルゲーム内称号                 |
| 2024年5月19日       | STREET FIGHTER 6    | LEGENDUS STREET FIGHTER 6 師弟杯                     | チームルーク                 | ボンちゃん                                             | 8チーム      | 2位  |                                                                |
| 2024年6月12日       | STREET FIGHTER 6    | Vtuberスト6 RIKKA杯                                  | 老                           | アキ・ローゼンタール、天開司、本間ひまわり、天鬼ぷるる | 3チーム      | 優勝 |                                                                |
| 2024年6月30日       | STREET FIGHTER 6    | Crazy Raccoon Cup Street Fighter 6 #5                | ボスラッシュガーデン         | しんじさん、赤見かるび、如月れん、どぐら               | 4チーム      | 4位  |                                                                |
| 2024年8月24日       | Apex Legends        | VTuber最協決定戦 Season6 Ver.Apex Legends            | FNATHEPTION                  | 叶、柊ツルギ                                           | 20チーム     | 優勝 | 優勝トロフィー、あっか氏による優勝チーム特別イラスト           |
| 2024年11月16日･18日 | STREET FIGHTER 6    | LEGENDUS STREET FIGHTER 6 師弟杯 ~2024冬 後楽園の陣~ | チーム豪鬼                   | ボンちゃん                                             | 10チーム     | 5位  |                                                                |
| 2025年1月12日       | STREET FIGHTER 6    | TOPANGAチャリティーカップ #14                        | プリンス・ササ・クドシャ     | ドンピシャ、SHAKA、sasatikk、翔                        | 853チーム    | 9位  |                                                                |
| 2025年2月16日       | STREET FIGHTER 6    | Crazy Raccoon Cup Street Fighter 6 #7                | 正義執行学園                 | 不破湊、柊ツルギ、叶、ボンちゃん                       | 4チーム      | 3位  |                                                                |

- 箱内、外部のイベント（にじマリカ杯、The k4sen etc…）などは除外しています。
- 順位が明確につく大会のみを表記

### KZHCUP
にじさんじのVTuberが参加するカジュアルゲーム大会企画「KZHCUP」をこれまでに2回主催している。
第1回は2022年9月16、17日に、YouTubeによるYouTuberや歌手などがゲームでコラボするイベント「YouTube Crosszone 2022 秋」の一環として、『PUBG: BATTLEGROUNDS』を用いた「KZHCUP in PUBG」と題して開催された。国内外のにじさんじ所属VTuberが参加し、伊藤忠商事やドワンゴなどの企業が協賛した。
第2回は2023年11月26日に格闘ゲーム『ストリートファイター6』を用いて「KZHCUP in STREET FIGHTER 6」と題して開催された。にじさんじ所属VTuber以外にも梅原大吾やかずのこなどの同タイトルのプロゲーマー・強豪プレイヤーも含めた4チーム16名が出場し、第1回に続き複数の企業が協賛したほか、同タイトルの開発・販売を手掛けるカプコンが全面協力した。ファミ通.coom編集部の喜一は本大会について、同タイトルの発売から約5ヶ月後に、REJECT FIGHT NIGHT、CRカップという2つの大型のカジュアル大会を経た上で行われた大会であったことを踏まえ、「『スト6』のムーブメント定着に大きな一手を打ち、VTuberのファン、格闘ゲームファンにとっても新たな可能性を感じさせる大会」となったと評した。

## 出演

### ライブ・イベント
- ワンマンライブ
  - Kuzuha Birthday Event「Scarlet Invitation」（2021年11月10日、Zepp Haneda）
  - Kuzuha Solo Event "Kaleidoscope"（2023年12月24日、東京ビッグサイト 東展示棟 第4ホール）
  - Kuzuha 2Million Celebration Live（2025年6月11日、Youtube）

- スリーマンライブ
  - Kuzuha & Kanae & ROF-MAO Three-Man LIVE「Aim Highter」（2022年7月27日、ぴあアリーナMM）

- ユニットライブ・イベント
  - ChroNoiR Winter Live -旅の終着点-（2022年2月27日、Youtube）
  - にじさんじフェス2022 2日目 メインステージ「月ノ美兎&星川サラ&不破湊&ChroNoiRステージ」（2022年10月2日、幕張メッセ 国際展示ホール）
  - ChroNoiR One-Man Live "Welcome to Wonder Wander World"（2024年4月20日、大阪城ホール）
  - くろのわーるがなんかやる リアルイベント「くろのわーるが武道館でなんかやる」（2025年5月19日、武道館）

- ゲーマーズライブ・イベント
  - Gamers 3D LIVE "Gamers Party"（2022年11月23日、Youtube）
  - EX Gamers 5th Anniversary Live "ENCOUNT"（2023年11月23日、Youtube）
  - にじさんじ 7th Anniversary Festival DAY2 EX Gamers Event "Odd Play-Off"（2025年2月22日、幕張メッセ イベントホール）

- ド葛本社ライブ・イベント
  - ド葛本社1stオフラインミーティング！昼の部（2019年8月12日、神田明神ホール）
  - ド葛本社1stオフラインミーティング！夜の部（2019年8月12日、神田明神ホール）
  - ド葛本社のドタバタ家族旅行（2019年9月20日、ロームシアター京都 メインホール）
  - ド葛本社 MUSIC LIVE 2020夏~お家で最高の夏祭りSPECIAL~（2020年8月22日、Youtube）
  - ド葛本社3Dライブ2024（2024年11月13日、Youtube）

- にじさんじ全体ライブ
  - にじさんじ Music Festival ~Powered by DMM Music~（2019年10月2日、幕張メッセ イベントホール）
  - にじさんじ JAPAN TOUR 2020 Shout in the Rainbow！福岡LIVE（2020年2月13日、Zepp Fukuoka）
  - にじさんじ AR STAGE "LIGHT UP TONES" DAY2（2021年8月1日、秘匿）
  - にじさんじ歌謡祭2021（2021年12月31日、Youtube）
  - にじさんじ WORLD TOUR 2025 Singin' in the Rainbow！（2025年7月21日、Kアリーナ横浜）

- ゲスト出演
  - 【#レヴィ3D】亜人、3Dになル（2021年7月16日、Youtube）
  - 【#ローレン3D】俺、3Dマジか。（2023年9月22日、Youtube）
  - Shall We Dance？ Fuwa Minato 3D Live（2024年5月11日、Youtube）
  - 3Dライブをする男【#剣持刀也3Dライブ】（2025年6月1日、Youtube）

- その他
  - バーチャルキャストカーお悩み相談@ニコニコ超会議2019 DAY2（2019年4月28日、幕張メッセ 国際展示場ホール）
  - Vtuberland2019「~にじさんじweek~ ホールイベント第1部」（2019年10月26日、よみうりランド 日テレらんらんホール）
  - 京まふ2020 1日目 オープニングイベント（2020年9月19日、ロームシアター京都 サウスホール）

### 雑誌
- ソロ
  - VTuberスタイル 2022年3月号（2022年2月28日発売）
  - ALTERNATIVE ROCK MAGAZINE「Skream！」3月号（2022年3月1日発刊）
  - 「B'sLOG」1月号（2023年11月20日発売）

- ユニット
  - 「GIRLS CONTINUE Vol.12」（2024年2月20日発売、Amazon総合ベストセラーランキング 初登場1位）
  - 「Zipper」春号（2024年3月29日発売）

- 外部
  - 「anan」2318号スペシャルエディション版（2022年10月5日発売）

## ディスコグラフ

### シングルCD
2023年11月8日にリリースされたファーストシングル。同月20日付けのオリコン週間シングルランキングで3位にランクインした。表題曲『Black Crack』は10月13日より先行配信され、11月8日のCDシングルリリース後の15日にBillboard JAPAN Hot Animationランキングで8位にランクインした。『Liberty & Freedom』は同年7月21日に先行して配信リリースされていた。
| #         | タイトル                             | 作詞      | 作曲          | 編曲          | 時間  |
| --------- | ------------------------------------ | --------- | ------------- | ------------- | ----- |
| 1.        | 「Black Crack」                      | 溝口貴紀  | 加藤冴人      | 加藤冴人      | 3:05  |
| 2.        | 「Liberty & Freedom」                | じん      | eba、堀江晶太 | eba、堀江晶太 | 3:04  |
| 3.        | 「Dummy Break」                      | R・O・N   | R・O・N       | R・O・N       | 3:28  |
| 4.        | 「Black Crack (Instrumental)」       | 溝口貴紀  | 加藤冴人      | 加藤冴人      | 3:05  |
| 5.        | 「Liberty & Freedom (Instrumental)」 | じん      | eba、堀江晶太 | eba、堀江晶太 | 3:04  |
| 6.        | 「Dummy Break (Instrumental)」       | R・O・N   | R・O・N       | R・O・N       | 3:28  |
| 合計時間: | 合計時間:                            | 合計時間: | 合計時間:     | 合計時間:     | 19:14 |

### 配信シングル
| 発売日        | タイトル     | 歌        | 備考 |
| Nijisanji     | Nijisanji    | Nijisanji | Nijisanji |
| ------------- | ------------ | --------- | --- |
| 2021年9月28日 | コントレイル | 葛葉      | - Billboard Japan Download Songs・1位（2021年10月6日） - Billboard Japan Hot 100・31位（2021年10月6日） - Billboard Japan Hot Buzz Song・3位（2021年10月9日） |

### ミニアルバム
|     | 発売日       | タイトル   | 規格品番                          | チャート成績 |
| --- | ------------ | ---------- | --------------------------------- | --- |
| 1st | 2022年3月9日 | Sweet Bite | TYCT-69226（初回限定盤A）         | - Billboard Japan Hot Albums・2位（2022年3月16日） - Billboard Japan Download Albums・1位（2022年3月16日） - オリコン週間デジタルアルバムランキング・1位（2022年3月16日） - オリコン週間アルバムランキング・2位（2022年3月16日） |
| 1st | 2022年3月9日 | Sweet Bite | TYCT-69227（初回限定盤B）         | - Billboard Japan Hot Albums・2位（2022年3月16日） - Billboard Japan Download Albums・1位（2022年3月16日） - オリコン週間デジタルアルバムランキング・1位（2022年3月16日） - オリコン週間アルバムランキング・2位（2022年3月16日） |
| 1st | 2022年3月9日 | Sweet Bite | TYCT-69228（通常盤・初回プレス）  | - Billboard Japan Hot Albums・2位（2022年3月16日） - Billboard Japan Download Albums・1位（2022年3月16日） - オリコン週間デジタルアルバムランキング・1位（2022年3月16日） - オリコン週間アルバムランキング・2位（2022年3月16日） |
| 1st | 2022年3月9日 | Sweet Bite | D2CE-10493（3形態同時購入セット） | - Billboard Japan Hot Albums・2位（2022年3月16日） - Billboard Japan Download Albums・1位（2022年3月16日） - オリコン週間デジタルアルバムランキング・1位（2022年3月16日） - オリコン週間アルバムランキング・2位（2022年3月16日） |

### 参加作品
| 発売日         | 商品名                      | タイトル                           | 歌 | 備考                                         |
| -------------- | --------------------------- | ---------------------------------- | --- | -------------------------------------------- |
| 2019年11月4日  | Fam☆Fam☆Time!               | Fam☆Fam☆Time!                      | ド葛本社 | リズムゲーム『WACCA』に収録                  |
| 2019年11月27日 | にじさんじMusic MIX UP!!    | I’m gonna be OK                    | 咎ノワール | にじさんじのフルアルバム                     |
| 2020年3月18日  | SMASH The PAINT!!           | Not For You                        | 叶、葛葉 | にじさんじのオリジナルフルアルバム           |
| 2021年1月4日   | ULTIMATE HAPPY CARNIVAL     | Happy… Good day! (feat. ド葛本社)  | ド葛本社 | DJ Genkiのソロアルバム                       |
| 2021年2月25日  | 虹色のPuddle                | 虹色のPuddle                       | 加賀美ハヤト、葛葉、剣持刀也、三枝明那、笹木咲、シェリン・バーガンディ、樋口楓、フレン・E・ルスタリオ、星川サラ、夜見れな、緑仙 |                                              |
| 2021年2月25日  | 虹色のPuddle                | 虹色のPuddle(葛葉,鷹宮リオン,緑仙) | 葛葉、鷹宮リオン、緑仙 |                                              |
| 2021年2月28日  | ヨツバフォエバ              | ヨツバフォエバ                     | ド葛本社 |                                              |
| 2022年2月3日   | "LIGHT UP TONES" Live Album | 革命デュアリズム(LIVE 2021/8/1)    | ドーラ、葛葉 | にじさんじのARライブ「LIGHT UP TONES」の音源 |
| 2022年2月3日   | "LIGHT UP TONES" Live Album | スーサイドパレヱド(LIVE 2021/8/1)  | 剣持刀也、叶、葛葉 | 〃                                           |
| 2022年2月3日   | "LIGHT UP TONES" Live Album | Wonder NeverLand (LIVE 2021/8/1)   | 月ノ美兎、剣持刀也、叶、ドーラ、魔界ノりりむ、葛葉、椎名唯華                                                                    | 〃                                           |
| 2022年4月28日  | クロウ                      | クロウ                             | 葛葉、加賀美ハヤト |                                              |
| 2022年8月7日   | Hurrah!!                    | Hurrah!!                           | 月ノ美兎、笹木咲、葛葉、リゼ・ヘルエスタ、星川サラ、不破湊、アクシア・クローネ                                                  | にじフェス2022 イメージソング                |
| 2022年8月23日  | スターブラックゲイザー      | スターブラックゲイザー             | ChroNoiR | 「くろのわーるがなんかやる」EDテーマ         |
| 2022年10月19日 | UP 2 YOU                    | スターブラックゲイザー             | ChroNoiR |                                              |
| 2022年10月19日 | UP 2 YOU                    | マグマグラグラ                     | ChroNoiR |                                              |
| 2022年10月19日 | UP 2 YOU                    | 常夏★スカイスクレイパー            | ChroNoiR |                                              |
| 2022年10月19日 | UP 2 YOU                    | Geminids                           | ChroNoiR |                                              |
| 2022年10月19日 | UP 2 YOU                    | ブラッディ・グルービー             | ChroNoiR |                                              |
| 2022年10月19日 | UP 2 YOU                    | LET IT BURN（feat.加賀美ハヤト）   | ChroNoiR+加賀美ハヤト |                                              |
| 2022年10月19日 | UP 2 YOU                    | ヘテロスタシス                     | ChroNoiR |                                              |
| 2022年10月19日 | UP 2 YOU                    | Lilly                              | ChroNoiR |                                              |
| 2024年2月7日   | Wonder Wander World         | Wanderers                          | ChroNoiR |                                              |
| 2024年2月7日   | Wonder Wander World         | Stereochrome                       | ChroNoiR |                                              |
| 2024年2月7日   | Wonder Wander World         | カオティックライバー               | ChroNoiR | 「くろのわーるがなんかやる」EDテーマ         |
| 2024年2月7日   | Wonder Wander World         | 奇祭狂祭                           | ChroNoiR |                                              |
| 2024年2月7日   | Wonder Wander World         | VVS                                | ChroNoiR |                                              |
| 2024年2月7日   | Wonder Wander World         | Torpor                             | ChroNoiR | 日本テレビ系「DayDay.」2月エンディングテーマ |
| 2024年2月7日   | Wonder Wander World         | Predawn                            | ChroNoiR |                                              |
| 2024年2月7日   | Wonder Wander World         | フェイカー                         | ChroNoiR |                                              |
| 2024年2月7日   | Wonder Wander World         | Twilight                           | ChroNoiR |                                              |
| 2024年7月17日  | Catch Fire                  | Catch Fire                         | ChroNoiR |                                              |
| 2024年11月18日 | Ctrl Z                      | Ctrl Z                             | ChroNoiR |                                              |
| 2024年12月18日 | 深愛                        | 深愛                               | ChroNoiR |                                              |
| 2025年2月22日  | Lazy × Crazy                | Lazy × Crazy                       | 叶、赤羽葉子、笹木咲、本間ひまわり、魔界ノりりむ、葛葉、椎名唯華                                                                |                                              |

## 受賞歴
- VT Uber楽曲大賞2021
  - 「コントレイル」/ 楽曲部門 1位、MV部門 1位
- VTuber楽曲大賞2022
  - 「甘噛み」/ 楽曲部門 16位、MV部門 9位
  - 「Bad Bitter」/ 楽曲部門 22位
  - 「debauchery」/ 楽曲部門 46位

## 書籍
- -Mirror- SPECIAL ARTIST BOOK 葛葉 （2022年11月21日）[81]

### メンバー
1. 1 2 3  ドーラ、葛葉、本間ひまわり、社築
2. ↑  伏見ガク、剣持刀也、葛葉、叶
3. 1 2 3 4 5 6 7 8  叶、葛葉